# Pro TV Chișinău
Pro TV Chișinău (stilizat PRO•TV CHIȘINĂU) este un canal de televiziune privat (comercial) din Republica Moldova, înființat în 1999, operat de compania Pro Digital SRL (inițial - Mediapro SRL), care face parte din trustul Central European Media Enterprises (CME). Pro TV Chișinău difuzează pe lângă programele Pro TV București (după o grilă proprie, diferită de cea românească) o serie de jurnale și emisiuni TV locale și propriile calupuri publicitare pe toată durata zilei.
Pro TV Chișinău este una dintre primele televiziuni private din Moldova și una dintre cele mai importante posturi generaliste moldovenești.
Din momentul înființării, compania media este condusă de Cătălin Giosan.
Sediul Pro TV Chișinău se află în Chișinău, pe strada Petru Maior 7.
Din 29 august 2017, canalul TV și-a schimbat radical logo-ul într-un proces de uniformizare a branding-ului posturilor TV din grupul Pro.

## Știrile Pro TV Chișinău
Pro TV Chișinău realizează și difuzează 3 jurnale de știri pe zi, de luni până vineri: 
- ora 13:30 - Știrile Pro TV cu Iuliana Maranciuc.
- ora 17:00 - Știrile Pro TV cu Tatiana Nastas.
- ora 20:00 - Știrile Pro TV cu Valeria Capra.

În zilele de weekend cu una dintre cele 3 prezentatoare TV (Iuliana Maranciuc, Valeria Capra și Tatiana Nastas).
Principalul buletin de știri, cel de la ora 20:00, cu Valeria Capra, este cel mai urmărit program de știri în Chișinău, potrivit unui sondaj de audiență realizat de IMAS Chișinău, în octombrie-noiembrie 2012. Datele studiului, efectuat după metoda day-after recall, arată ca aproximativ 300 de mii de moldoveni urmăresc în fiecare seara buletinul de la ora 20:00.
În mediul urban, Pro TV Chișinău ocupă poziția a doua ca audiență. Circa 11% dintre oamenii care se uită la televizor în prime-time, urmăresc programele Pro TV Chișinău, potrivit studiului IMAS.
Pro TV Chișinău a fost singurul post de televiziune care a transmis în direct protestele de la Chișinău din 2009 pentru posturi de televiziune străine. Associated Press a preluat semnalul satelit difuzat de Pro TV Chișinău chiar din fața sediului Parlamentului, atacat în acel moment cu pietre de protestatari. De asemenea, Pro TV Chișinău a furnizat imagini și știri pentru diferite posturi de televiziune din Rusia, Ucraina, Italia, Marea Britanie și Statele Unite. Reporterii Pro TV Chișinău realizează pentru postul Pro TV din România transmisiunile în direct de la diferite evenimente care au loc în Rusia (de exemplu, criza ostaticilor de 1 Duharova).

## Emisiuni TV
- În PROfunzime - talk-show politic prezentat de Lorena Bogza. Emisiunea TV, cu durata de aproximativ o oră, este difuzată săptămânal și are ca invitați politicieni.
- iSanatate - emisiune TV prezentată de Vlada Mardari și difuzată în zilele de sâmbată de la ora 11:00.
- O seară perfectă - emisiune TV de seară prezentată de Anișoara Loghin. Programul este difuzat în fiecare zi de la ora 17:45.[7]
- Gusturile se discută - emisiune TV culinară difuzată în fiecare zi de sâmbătă.

În restul programului, Pro TV Chișinău retransmite programele Pro TV din România, după o grilă proprie și cu ferestre de publicitate locale.

## Vedete TV
- Iuliana Maranciuc - prezentatoarea Știrilor Pro TV Chișinău de la 13:00
- Tatiana Nastas - prezentatoarea Știrilor Pro TV Chișinău de la 17:00
- Valeria Capra - prezentatoarea Știrilor Pro TV Chișinău de la 20:00
- Lorena Bogza - realizatoarea și prezentatoarea emisiunii TV În PROfunzime
- Anișoara Loghin - realizatoarea și prezentatoarea emisiunii TV O seară perfectă
- Vlada Mardari - prezentatoarea emisiunii TV iSănătate